# Małgorzata Marcinkiewicz
Małgorzata Marcinkiewicz (* 26. Januar 1962 in Przemyśl) ist eine polnische Politikerin der Ruch Palikota (Palikot-Bewegung).
Małgorzata Marcinkiewicz ist ausgebildete Chemikerin. 1983 machte sie sich als Pächterin eines Geschäfts für Lebensmittel der Kette Społem selbständig. 1989 eröffnete sie ein Geschäft mit Lebensmitteln und sonstigen Dingen des täglichen Bedarfs (Kolonialwaren), später ein Elektronikladen. Zuletzt war sie Mitarbeiterin eines Holzhandelsunternehmens in Moldawien, aber auch anderen osteuropäischen Staaten aktiv. Mitte 2011 schloss sich Małgorzata Marcinkiewicz der Ruch Palikota an. Bei den Parlamentswahlen 2011 trat sie im Wahlkreis 22 Krosno an. Mit 10.058 Stimmen konnte sie ein Mandat für den Sejm erringen.
Małgorzata Marcinkiewicz ist Mutter zweier Kinder.